# Morti nel 1237
| Questa pagina contiene informazioni ricavate automaticamente dalle voci biografiche con l'ausilio del template Bio e di un bot. L'aggiornamento è periodico e automatico e ricostruisce completamente la pagina. Se manca una persona in questa lista, sei pregato di non aggiungerla, ma accertati piuttosto che la sua voce biografica contenga il template Bio e che i dati anagrafici siano correttamente compilati. Se il template Bio manca, inseriscilo tu stesso o, in alternativa, metti l'avviso {{tmp\|Bio}} che ne segnala la mancanza. Se i dati riportati sono sbagliati, correggi direttamente la voce biografica; le modifiche saranno visibili in questa lista entro pochi giorni. Per chiarimenti vedi il progetto biografie. La lista contiene solo le 18 persone che sono citate nell'enciclopedia e per le quali è stato implementato correttamente il template Bio. Pagina aggiornata al 10 feb 2025. |

- 24 gennaio - Bartolomeo di Roye, nobile francese
- 2 febbraio - Giovanna del Galles, nobile normanna
- 13 febbraio - Giordano di Sassonia, religioso tedesco (n. 1190)
- 14 marzo - Ghigo VI del Viennois, nobile (n. 1184)
- 23 marzo - Giovanni di Brienne, nobile, condottiero e poeta francese
- 12 aprile - Berenguela di León, principessa (n. 1204)
- 15 aprile - Richard Poore, vescovo cattolico britannico
- 5 maggio - Fujiwara no Ietaka, poeta giapponese (n. 1158)
- 27 agosto - Al-Ashraf Musa, Emiro di Damasco, sovrano (n. 1178)
- 28 settembre - Jean Halgrin d'Abbeville, arcivescovo cattolico e cardinale francese (n. 1180)
- 23 ottobre - Muhammad Shah di Kedah, sovrano malese
- 7 dicembre - Abraham ben Maimon, medico e rabbino egiziano (n. 1186)
- Alatrino da Alatri, religioso italiano
- Alberto, vescovo cattolico italiano
- Anna Maria d'Ungheria, nobile ungherese (n. 1204)
- Guido Pallavicini, marchese italiano
- Diana Visconti, nobile italiana
- Kayqubad I, sultano (n. 1190)